# Скляров, Михаил Петрович
Михаил Петрович Скляров (24 января 1912, Мариуполь, Екатеринославская губерния, Российская империя — 26 июня 1986, Москва, СССР) — советский хозяйственный, государственный и партийный деятель.

## Биография
Родился в 1912 году. Член ВКП(б) с 1931 года.
С 1931 года — на хозяйственной, общественной и политической работе. В 1931—1980 гг. — секретарь городского комитета ЛКСМ Украины, председатель заводского комитета в Мариуполе, 1-й секретарь Орджоникидзевского районного комитета КП(б)[где?], 1-й секретарь Приморского областного комитета ВКП(б), секретарь Приморского краевого комитета ВКП(б) по кадрам, ответственный организатор Управления кадров ЦК ВКП(б), 2-й секретарь Пензенского областного комитета ВКП(б), 2-й, 1-й секретарь Фрунзенского областного комитета КП Киргизской ССР, заведующий Отделом организационно-партийной работы редакции журнала «Партийная жизнь», заведующий Приёмной Президиума Верховного Совета СССР.
Избирался депутатом Верховного Совета СССР 5-го созыва.
Умер в 1986 году в Москве. Похоронен на Кунцевском кладбище.